# Lebututo
Lebututo (Lebotutu, Lebotuto) ist eine osttimoresische Aldeia im Suco Aituto (Verwaltungsamt Maubisse, Gemeinde Ainaro). 2015 lebten in der Aldeia 492 Menschen.

## Geographie und Einrichtungen
Die Aldeia Lebututo liegt im Nordwesten des Sucos Aituto. Östlich befindet sich die Aldeia Hato-Buti und südlich die Aldeia Aihou. Im Westen grenzt Lebututo an den Suco Horai-Quic und im Norden an den Suco Maubisse. Die Grenze zu Maubisse bildet der Fluss Colihuno, ein Nebenfluss des Carauluns. Lebututo ist die einzige Aldeia von Aituto, die komplett unterhalb einer Meereshöhe von 1500 m liegt.
Die Überlandstraße von Maubisse nach Ainaro führt westlich der Grenzen von Lebututo vorbei. Nur über kleine, unbefestigte Straßen gelangt man in die Aldeia. Im Westen hat das Dorf Lebututo sein Zentrum. Im Südosten befindet sich der Ort Samoro mit der gleichnamigen Grundschule.